# Martina Zacke
Martina Zacke (6 de julio de 1984) es una deportista alemana que compitió en esgrima, especialista en la modalidad de florete. Ganó una medalla de plata en el Campeonato Europeo de Esgrima de 2010, en la prueba por equipos.

## Palmarés internacional
| Campeonato Europeo | Campeonato Europeo | Campeonato Europeo | Campeonato Europeo  |
| Año                | Lugar              | Medalla            | Prueba              |
| ------------------ | ------------------ | ------------------ | ------------------- |
| 2010               | Leipzig (Alemania) | Medalla de plata   | Florete por equipos |